# サライナ (カンザス州)
サライナ（英: Salina、[səˈlaɪnə]）は、アメリカ合衆国カンザス州の都市。セイリーン郡の郡庁所在地である。人口は4万6889人（2020年）。州北中部における商取引の中心地で、サライナ小都市圏の中核となる都市である。辺りは世界有数の小麦の生産地帯である。

## 歴史
ジャーナリストで法律家のウィリアム・A・フィリップス率いる開拓団が、1858年に建設した。二年後に正式に町 (Town) となり、新設されたセイリーン郡の郡庁所在地になった。スモーキー・ヒル街道の西端にあたるため、もとは西部への開拓民やパイクスピークの鉱夫、ネイティブ・アメリカン諸族のあいだの交易所として開かれた。南北戦争では男手が大量にアメリカ陸軍に流れたため、いったん成長が足踏みした。1862年にはネイティブ・アメリカンから攻撃を受けている。南北戦争の終結で復員が進むと市街も活気を取り戻し、1867年にはカンザス・パシフィック鉄道が延伸した。1870年に市制が施行された。
1872年にはウシの取引が始まった。畜牛の集荷場はサライナにさらなる繁栄をもたらす一方、市民文化や気風の乱れをも招いたため、2年後に西に移された。1870年代には小麦を中心とする農業が地元経済をけん引し、蒸気機関の製粉所が建てられた。当地在住のE・R・スウィッツァーによって1874年、アルファルファが広まった。1880年までにサライナは数軒の製粉所と荷馬車、農機具工場を擁する産業の中心地になった。1889年にはジーンズメーカーの「リー」が縫製工場を建設。あくる10年間で新たに3本の鉄道路線が敷かれた。その後も卸売業と製粉業で発展し、1900年代初頭には州下三位、全米でも六位の規模を誇る一大生産地に成長した。
1943年に陸軍が市街南西にスモーキー・ヒル陸軍飛行場を造営、第二次世界大戦のあいだ戦略爆撃機が置かれた。飛行場は1948年にスモーキー・ヒル空軍基地に改められたが翌年に閉鎖、1951年に戦略航空軍団傘下のシリング空軍基地に生まれ変わった。基地の改装は地元経済に好景気をもたらし、人口は1950年代で1.5倍に増加した。国防総省が1965年に基地を恒久閉鎖すると市がすぐさま敷地を取得し、サライナ市営空港と工業団地を造った。工業団地ではビーチクラフトなども生産された。
それから数十年というもの、サライナは州北中部における商業の中心地、ならびに地域における貿易、交通、産業の中心地であり続けている。

## 地理
セイリーン川とスモーキー・ヒル川の合流点から西南西に10kmほどのスモーキー・ヒルズ地方に位置する。スモーキー・ヒル川は北から北東に流路を変えて市東部を通り、セイリーン川は市の北部を南東に流れる。市北部にはセイリーン川支流のマルベリー川も北東に流れる。州間高速道路70号線と135号線が十字に交差する。ウィチタの北130km、カンザスシティの西260km。
国勢調査局によると総面積は58.9平方キロで、58.9平方キロが陸地、総面積の0.18%にあたる0.10平方キロが水域で占められる。

### 気候
ケッペンの気候区分の温暖湿潤気候 (Cfa) と亜寒帯湿潤気候 (Dfa) の中間にあたる。暑く湿った夏と寒く乾燥した冬が特徴。年間平均気温は13度、平均湿度は64%である。年に135日ほど冬日になる。降水は年に52日ほどある。年間降水量は平均820ミリ、降雪量は467ミリ。1年のうちで1月がもっとも寒く、7月がもっとも暑い。観測史上最高気温は1936年に観測した47度、史上最低は1913年に観測した-33度である。年間気温は1月の最低気温である-7度から7月の最高気温である34度のあいだで推移する。
サライナでは暴風やひょう、竜巻をもたらす猛烈な嵐が発生しやすい。1973年9月25日には藤田スケールF3級の竜巻が市南東部を通過し、6人が負傷、2頭のウマが吹き飛ばされたほかサンダウナー・イースト・トレーラー・パークが被害を受けた。2008年6月11日にも改良藤田スケールEF3級の竜巻が市南部を直撃、数軒の建物に深刻な被害を及ぼした。
| サライナ市営空港の気候         | サライナ市営空港の気候 | サライナ市営空港の気候 | サライナ市営空港の気候 | サライナ市営空港の気候 | サライナ市営空港の気候 | サライナ市営空港の気候 | サライナ市営空港の気候 | サライナ市営空港の気候 | サライナ市営空港の気候 | サライナ市営空港の気候 | サライナ市営空港の気候 | サライナ市営空港の気候 | サライナ市営空港の気候 |
| 月                             | 1月                    | 2月                    | 3月                    | 4月                    | 5月                    | 6月                    | 7月                    | 8月                    | 9月                    | 10月                   | 11月                   | 12月                   | 年                     |
| ------------------------------ | ---------------------- | ---------------------- | ---------------------- | ---------------------- | ---------------------- | ---------------------- | ---------------------- | ---------------------- | ---------------------- | ---------------------- | ---------------------- | ---------------------- | ---------------------- |
| 最高気温記録 °F （°C）         | 78 (26)                | 84 (29)                | 96 (36)                | 105 (41)               | 106 (41)               | 114 (46)               | 116 (47)               | 117 (47)               | 110 (43)               | 100 (38)               | 89 (32)                | 81 (27)                | 117 (47)               |
| 平均最高気温 °F （°C）         | 39.1 (3.9)             | 45.8 (7.7)             | 56.4 (13.6)            | 66.7 (19.3)            | 76.3 (24.6)            | 87.5 (30.8)            | 93.3 (34.1)            | 91.0 (32.8)            | 81.8 (27.7)            | 69.9 (21.1)            | 53.6 (12)              | 42.5 (5.8)             | 67.0 (19.4)            |
| 日平均気温 °F （°C）           | 29.0 (−1.7)            | 34.9 (1.6)             | 45.0 (7.2)             | 54.9 (12.7)            | 64.9 (18.3)            | 75.6 (24.2)            | 81.3 (27.4)            | 79.4 (26.3)            | 70.1 (21.2)            | 57.9 (14.4)            | 43.1 (6.2)             | 32.6 (0.3)             | 55.7 (13.2)            |
| 平均最低気温 °F （°C）         | 18.8 (−7.3)            | 23.9 (−4.5)            | 33.6 (0.9)             | 43.1 (6.2)             | 53.5 (11.9)            | 63.6 (17.6)            | 69.3 (20.7)            | 67.8 (19.9)            | 58.4 (14.7)            | 45.9 (7.7)             | 32.5 (0.3)             | 22.7 (−5.2)            | 44.4 (6.9)             |
| 最低気温記録 °F （°C）         | −28 (−33)              | −27 (−33)              | −11 (−24)              | 5 (−15)                | 19 (−7)                | 38 (3)                 | 46 (8)                 | 42 (6)                 | 28 (−2)                | 14 (−10)               | −5 (−21)               | −24 (−31)              | −28 (−33)              |
| 降水量 inch （mm）             | 0.80 (20.3)            | 1.06 (26.9)            | 2.62 (66.5)            | 3.06 (77.7)            | 5.11 (129.8)           | 4.15 (105.4)           | 4.32 (109.7)           | 3.49 (88.6)            | 2.50 (63.5)            | 2.55 (64.8)            | 1.59 (40.4)            | 0.94 (23.9)            | 32.19 (817.6)          |
| 降雪量 inch （cm）             | 6.7 (17)               | 4.3 (10.9)             | 2.4 (6.1)              | 0.3 (0.8)              | 0 (0)                  | 0 (0)                  | 0 (0)                  | 0 (0)                  | 0 (0)                  | 0.3 (0.8)              | 1.3 (3.3)              | 3.2 (8.1)              | 18.4 (46.7)            |
| 平均降水日数 （≥0.01 in）      | 5.2                    | 5.2                    | 7.6                    | 8.5                    | 10.6                   | 9.6                    | 7.9                    | 7.7                    | 6.9                    | 6.4                    | 5.3                    | 5.3                    | 86.1                   |
| 平均降雪日数 （≥0.1 in）       | 3.4                    | 1.7                    | 1.1                    | 0.3                    | 0.0                    | 0.0                    | 0.0                    | 0.0                    | 0.0                    | 0.2                    | 0.9                    | 1.9                    | 9.4                    |
| 出典：National Weather Service |                        |                        |                        |                        |                        |                        |                        |                        |                        |                        |                        |                        |                        |

## 人口統計
2010年の国勢調査によると、市内には4万7707人、1万9391世帯、1万2024家族が住む。人口密度は1平方キロあたり807.9人。住居数は2万803軒で、1平方キロあたりに353.2軒が建つ。人種構成は白人が86.2%、アフリカ系が3.7%、ネイティブ・アメリカンが0.5%、アジア系が2.3%、太平洋諸島系が0.1%、その他が3.8%、混血が3.3%。ヒスパニックないしラティーノは住民の10.7%を占める。
1万9391世帯のうち31.6%は18歳以下の未成年と暮らし、45.3%は夫婦で生活している。4.9%は未婚の女性が世帯主で、11.8%は家族以外の住人と同居している。31.6%が単身世帯で、11.6%を独居老人の世帯が占める。1世帯の平均構成人員は2.39人で、家庭のそれは2.99人である。
世代構成は18歳以下が25.1%、18歳以上24歳以下が9.9%、25歳以上44歳以下が25.4%、45歳以上64歳以下が25.3%、65歳以上が14.3%。市民の平均年齢は36.4歳である。女性100人に対し男性が97.6人いる一方、18歳以上の女性100人に対しては94.5人いる。
一世帯あたりの平均収入は4万2027米ドルで、家族あたりでは5万4491米ドルである。男性の平均収入は3万9143米ドル、女性のそれは2万8145米ドルで、非労働人口を含めた住民一人当たりの収入は2万3253米ドルとなる。総人口の13.6%、家族の9.3%、18歳以下の未成年の21.1%、および65歳以上の高齢者の7.3%は貧困線以下の収入で生計を立てている。
サライナ市はセイリーン郡と隣接するオタワ郡全域をカバーするサライナ小都市圏の中核都市である。

## 経済
基幹産業は製造業で、シュワン・フード・カンパニーが自社ブランド「トニーズ・ピザ」の工場を構える。同社は冷凍ピザ生産のほか、市内の学校で学食を売ることも検討している。フィリップス・ライティング、エグザイド・バッテリー、グレート・プレーンズ・マニファクチュアリング（農機具）、エルドラド・ナショナル（商用バス生産）、アスリオン・コーポレーションなども市内に進出している。
16歳以上の住民に占める労働人口のパーセンテージは2010年の時点で71.0%である。軍の0.4%を除く70.6%が民間人で、66.9%が雇用契約を結び、3.7%が自営業である。職種別では27.2%が経営・営業・研究・芸術職に、25.4%が商業・事務職に、19.4%がサービス業に、9.9%が天然資源・建設・維持管理職に、18.2%が製造・交通関係職に就いている。もっとも大きな産業セクターは教育サービス・保健医療・社会扶助 (21.2%) で、以下製造業 (17.8%) 、小売業 (13.1%) と続く。
生計費は比較的低く、全米平均を100とすれば80.9になる。市内の住宅の平均価格は10万9700ドル（2010年）である。

## 行政
1921年、市は市支配人制（シティ・マネージャー制）の一級市になった。比例代表制選挙で選ばれる市委員の定数は5名で、毎年1名が持ち回りで市長を務める。任期は一位・二位当選者が4年、三位当選者が2年。市委員会は政策を策定し、シティ・マネージャーを任ずる。シティ・マネージャーは行政をつかさどる市の最高責任者で、すべての市公務員を任ずる。
連邦下院ではカンザス州1区に、州上院では24区に、州下院においては69区、71区および108区に属する。

## 教育

### 大学
- ブラウン・マッキー・カレッジ
- カンザス州立大学サライナキャンパス
- カンザス・ウェスリアン大学
- メアリマウント・カレッジ（1989年廃校）
- サライナ地域技術カレッジ

### 初等・中等教育
公立
| - コロナド小学校 - コットンウッド小学校 - グレース・E・ステュアート小学校 - ハイズナー小学校 - メドウラーク・リッジ小学校 - オークデール小学校 | - シリング小学校 - サンセット小学校 - レイクウッド中学校 - サライナ・サウス中学校 - サライナ高等学校セントラル・キャンパス - サライナ高等学校サウス・キャンパス |  |

私立
- セント・ジョンズ陸軍士官学校 - 男子校[40]
- セント・メアリーズ小学校 - カトリック系
- サライナ・クリスチャン・アカデミー[41]
- 聖心高等学校 - カトリック系

## 交通

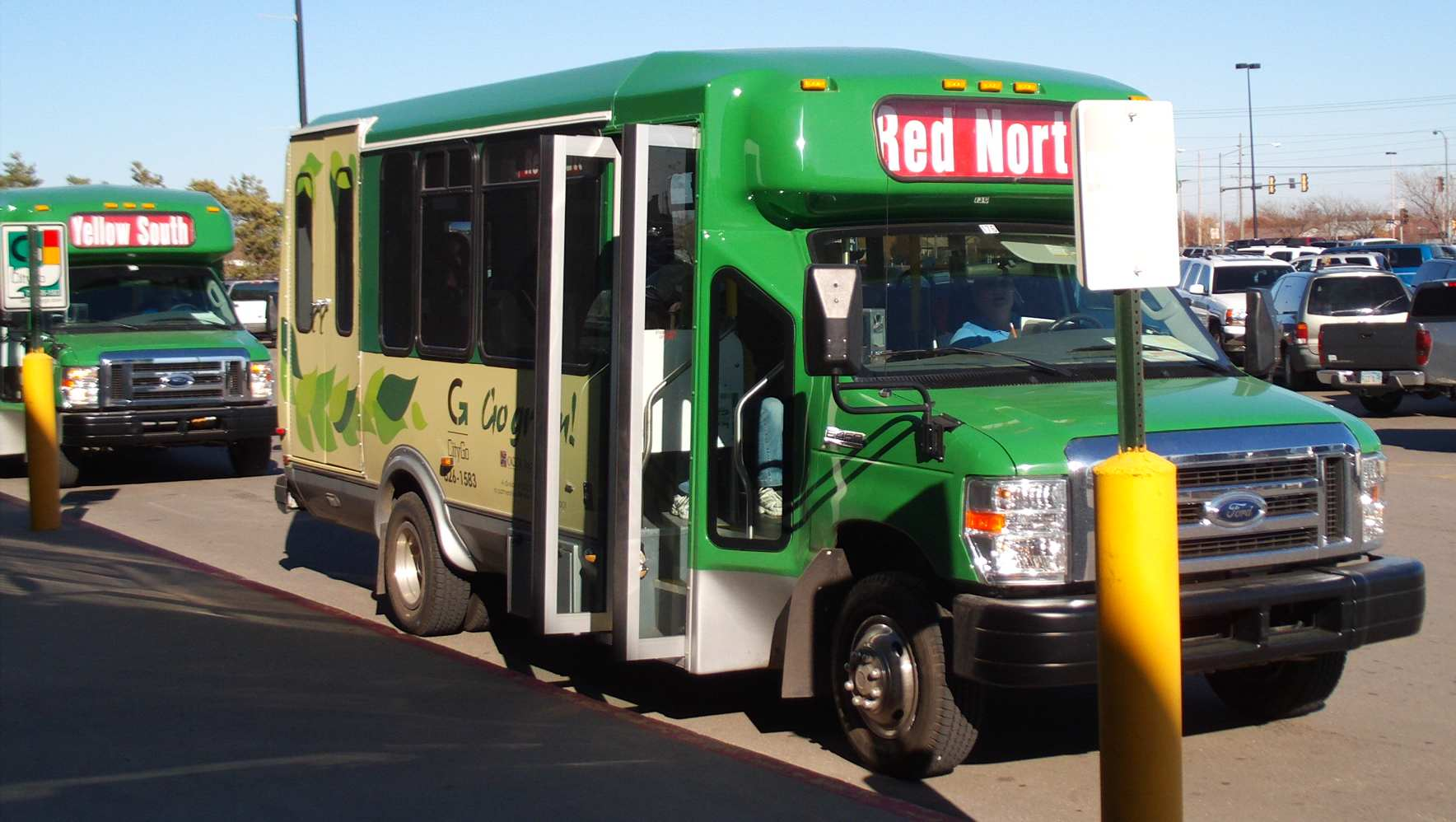
コミュニティバス「シティゴー」

州間高速道路70号線と国道40号線が北部を東西に、州間高速道路135号線と国道81号線が西部を南北に通る。市北東部の州間高速道路70号線との交点が州間高速道路135号線の北端である。南西部からは州道140号線が迫るが、市の手前で州間高速道路135号線に合流する。市街を南北に貫く目抜き通りの第九通は、北端で州間高速道路70号線と合し州道143号線となる。
市内ではシティゴー (CityGo) というコミュニティバスが4路線（イエロー、ブルー、レッド、パープル）運行するとともに、近隣のコミュニティをむすぶバス路線にもNCKエクスプレスとして進出している。長距離バスのグレイハウンドも停まる。
市街のすぐ南西にはサライナ市営空港がある が定期便はシーポート航空の二路線のみで、ゼネラル・アビエーションが主である。
鉄道ではユニオン・パシフィック鉄道のカンザス・パシフィック線が北部を横断する ほか、カンザス・アンド・オクラホマ鉄道が拠点としている。

## メディア
約2.4万部の発行部数をほこる日刊紙の「サライナ・ジャーナル」がある。
ウィチタ＝ハッチンソン・テレビ・マーケットに属する サライナは州北中部の放送メディアの中心地で、市から認可を得た事業者がAMで3局、FMで12局、テレビで5局ある。テレビ局の内訳はウィチタに関連会社を持つABC、Fox、NBCの各系列局とTBN系、それに独立系である。このほか、州唯一のPEGチャンネルのケーブルテレビ局がある。

## 文化

### 宗教
カトリック教会のサライナ教区、聖公会のカンザス西教区および長老派教会のカンザス北教区に属する市内には90軒の教会堂がある。

### スポーツ
- バスケットボールのカンザス・ケイジャーズ[58] とサライナ・ラトラーズ[59] の本拠地である。
- 市内のバイセンテニアル・センターでは、季節ごとに全米短期大学体育協会 (NJCAA) の女子バスケ一部選手権が行われる[60]。女子のビッグ8も同センターで行われるが、ビッグ12になると舞台はミズーリ州カンザスシティに移る。
- カンザス州高等学校活動協会 (KSHSAA) の4A級レスリング選手権や3A級・4A級バレーボール選手権、4A級ソフトボール選手権も市内で行われる。

### フィクション
- 1980年公開の学園コメディ映画 Up the Academy では市内のセント・ジョンズ陸軍士官学校がロケ地になった[61]。
- 1955年の映画『ピクニック』（主演：ウィリアム・ホールデンとキム・ノヴァク）では冒頭の列車到着シーンとベンソン邸でのシーンがサライナで撮影された。
- 1967年のミュージカル映画『モダン・ミリー』の主人公ミリー・ディルマウントはサライナ出身だが、ニューヨークの自宅からけっして地元に帰ろうとしない。その固い意思のほどは冒頭の Not for the Life of Me というセリフにあらわれている。
- アルフレッド・ヒッチコック監督の映画『めまい』（1958年）に登場するジュディ・バートン（キム・ノヴァク）はサライナの出である。
- ブルーグラス・バンドの「エイビット・ブラザーズ」に Salina という楽曲がある。
- 歌手のショーン・コルヴィンは Wichita Skyline（1996年のアルバム『ア・フュー・スモール・リペアーズ』に収録）のなかでサライナのことを歌い上げているが、誤ってカリフォルニア州サリーナス (Salinas) と同じ「サリーナ」と発音している。
- バンド「カウボーイ・ジャンキーズ」はコロラド州ボルダーからテキサス州ヒューストンに至る旅路を歌い上げた Townes' Blues という曲（1992年のアルバム Black Eyed Man に収録）を発表しているが、そのなかにサライナも出てくる。ただ、リードボーカルのマーゴ・ティミンズも上述のコルヴィンと同じく「サリーナ」と言っている。
- スーパーグループの「ブック・オブ・ノッツ」はセカンドアルバム Traineater に Salina という曲を収めている。
- テッド・ベルが2008年に発表した小説 Tsar ではイラン人テロリストの仕掛けたロシア製爆弾により、市街はホテル「モーテル・シックス」と公園、周辺地域を残し吹っ飛ぶ。市長はテロ数日前に暗殺されている。

## ゆかりの人物
市内の生まれか市内に住んだことのある有名人を挙げる。
- メアリー・アン・ビッカーダイク - 南北戦争の従軍看護婦
- ジョゼフ・L・ブリストウ - 州選出の上院議員
- カート・バドク - オクラホマ州立大学の女子バスケヘッドコーチ
- ジャーナード・バークス - 俳優
- ボブ・カイン - メジャーリーグの投手
- ジョン・W・カーリン - 第40代カンザス州知事
- トマス・クレイブン - 作家・評論家・美術史家
- ケネス・S・デイビス - 歴史家
- マーリン・フィッツウォーター - ホワイトハウス報道官
- ルーク・フレンチ - メジャーリーグの投手
- スティーブ・フリッツ - 十種競技選手
- ドワイト・フライ - 俳優
- ディーン・M・ジレスピー - コロラド州選出の下院議員
- ビル・グレイブス - 第43代カンザス州知事[62]
- ハービー・ハーパー - ジャズトロンボーン奏者
- ポール・ハービー - ラジオ司会者[63]
- スティーブン・ホウリー - 宇宙飛行士[62]
- ガイ・T・ヘルベリング - 州選出の下院議員
- テリー・カークマン - シンガーソングライター
- ライアン・コールマイアー - メジャーリーグの投手
- ジーン・モーチ - メジャーリーグの内野手・マネージャー
- パット・ミーレス - メジャーリーグの遊撃手
- ジョージ・マードック - 俳優
- テレンス・ニューマン - NFLのコーナーバック[64]
- ウィリアム・A・フィリップス - 市の創設者で州選出の下院議員
- ジェニファー・ロウリングス - 作家・コメディアン・映画製作者[65]
- マシュー・K・ロス - 鉄道界の大御所
- ブレント・ベナブレス - オクラホマ大学のアメフトコーチ
- ジーン・ウォジチェホウスキ - スポーツ・ジャーナリストで作家